# Nárai
Nárai je vas na Madžarskem, ki upravno spada pod Sombotelsko okrožje Železne županije.